# جزر أباكو

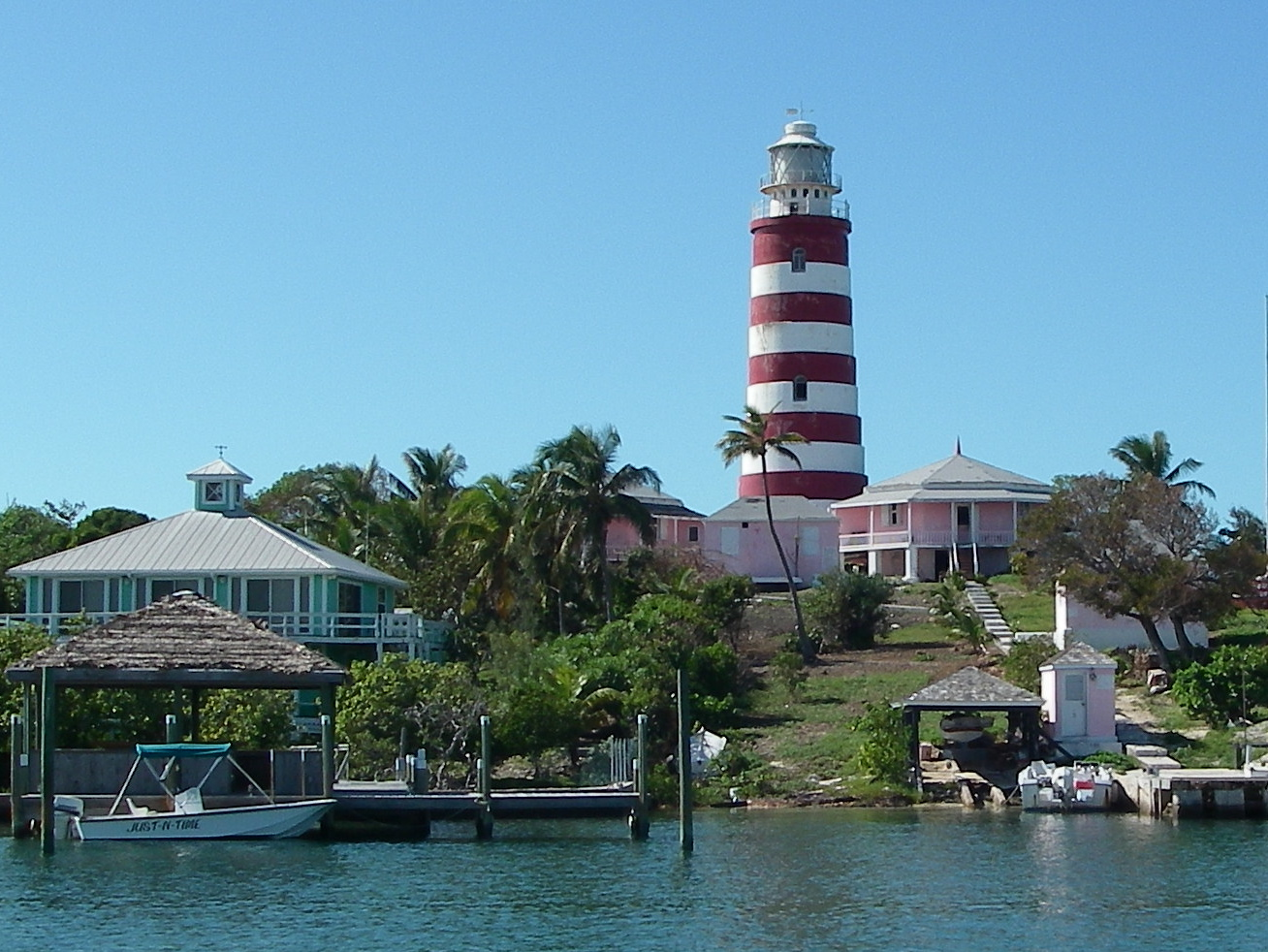
Abaco Islands

تقع جزر أباكو في جزر البهاما الشمالية وتضم الجزر الرئيسية أباكو الكبرى وأباكو الصغرى، بالإضافة لكاي وود، كاي إلبو، لوبرز كورتير كاي، غرين تيرتيل كاي, غوانيا كاي الكبرى، كاستاواي كاي، مانو-وور كاي، وعدة جزر صغرى. إدارياً، تتشكل جزر أباكو من خمسة مناطق من ال31 منطقة التي تكون جزر البهاما : شمال أباكو، أباكو الوسطى، أباكو الجنوبية، وجزيرة مور، وهوب تاون. أكبر مدن، أو تجمعات سكنية على الجزيرة تشمل مارش هاربر ، هوب تاون، تريجور كاي ، كوبرتاون، وكورنيشتاون.